# 馬尼拉中華國際學校
馬尼拉中華國際學校（英語：Chinese International School Manila）是一座位於菲律賓馬尼拉大都會達義市的國際學校。該學校為私立12年學制完全學校，並提供國際文憑大學預科課程系統的教育課程。

## 外部連結
- 馬尼拉中華國際學校 （页面存档备份，存于） 官方網站